# Hyalymenus longispinus
Hyalymenus longispinus är en insektsart som beskrevs av Carl Stål 1870. Hyalymenus longispinus ingår i släktet Hyalymenus och familjen krumhornskinnbaggar. Inga underarter finns listade i Catalogue of Life.